# Parecis
Parecis là một đô thị thuộc bang Rondônia, Brasil. Đô thị này có diện tích 2549 km², dân số năm 2007 là 4583 người, mật độ 1,8 người/km².